# Mago Barkas
Mago Barkas (řecky Magón; 241 nebo 240 př. n. l. – 203 př. n. l.) byl kartaginský vojevůdce z rodu Barkovců. V prvních letech druhé punské války doprovázel svého nejstaršího bratra Hannibala při jeho tažení proti Římanům v Itálii. Později se přesunul do Ibérie, kde bojoval společně se svým druhým bratrem Hasdrubalem a Hasdrubalem Gisgonem. V závěru války se pokusil o výpad do Ligurie. Jeho výprava ale skončila neúspěchem a při zpáteční plavbě do Kartága podlehl utrpěným zraněním.

## Život

### Původ a mládí
Mago Barkas se narodil v Kartágu v roce 241 nebo 240 př. n. l. Jeho otec Hamilkar Barkas bojoval proti Římanům v první punské válce. Po jejím skončení přispěl rozhodující měrou ke kartaginskému vítězství v žoldnéřské válce. Následně podnikl dobyvatelské tažení v Ibérii s cílem vytvořit novou zámořskou doménu Kartága jako náhradu za území ztracená ve prospěch Římanů na Sicílii a Sardinii. Při obléhání jednoho iberského města upadl Hamilkar do léčky a přišel o život. V době jeho smrti, k níž došlo v zimě 229 až 228 př. n. l., se v Ibérii nacházeli jeho starší synové: Hannibal a Hasdrubal. Nejmladší Mago tam přicestoval patrně až někdy krátce před otcovým skonem nebo nedlouho po něm. O jeho mládí toho není mnoho známo kromě skutečnosti, že se od útlého věku cvičil ve válečném umění.

### Na výpravě s Hannibalem
Mago sloužil v Ibérii, když Hannibal v roce 221 př. n. l. převzal velení nad tamějším punským vojskem. Po vypuknutí druhé punské války v roce 218 př. n. l. doprovázel svého bratra na jeho tažení z Hispánie přes Pyreneje, jižní Galii a Alpy do Itálie.
Po prvotním úspěchu nad Římany v bitvě u Ticina vyslal Hannibal Magona s lehkou hispánskou jízdou k Placentii (dnešní Piacenza), kam se stáhli poražení nepřátelé. Římané a Punové se posléze utábořili na opačných březích řeky Trebie a připravovali se na nadcházející střetnutí. Nedaleko od bitevního pole tekl potok s vysokými břehy, zarostlými hustým křovím. Hannibal přidělil Magonovi 1000 numidských jezdců a 1000 pěšáků a přikázal mu, aby se s nimi na tomto místě ukryl. Druhý den překročili Římané Trebii a zaútočili na Kartágince. Když se oba šiky srazily v nerozhodném boji, vyřítili se Magonovi Numiďané ze svého úkrytu, nečekaně vpadli do protivníkova týlu a vyvolali v jeho řadách zmatek. Magonův útok způsobil Římanům těžké ztráty a výrazně přispěl k jejich porážce v bitvě.
V roce 216 př. n. l. se Mago zúčastnil bitvy u Kann. Společně s Hannibalem se nacházel ve středu bitevní linie, představujícímu nejzranitelnější část kartaginské sestavy. Po vítězství u Kann vtáhl Hannibal na území samnitského kmene Hirpinů a rozdělil zde svoji armádu na dvě části. Velení jedné z nich svěřil Magonovi a přikázal mu, aby si podrobil obce v dané oblasti. O několik týdnů později přešli na stranu Punů Bruttiové, přičemž Mago zajistil obsazení jejich měst. Hannibal ho pak poslal do Kartága se žádostí o posily a zásoby. Magonovi se dostalo slyšení v kartaginském senátu, v němž vylíčil velkolepé úspěchy, jichž Hannibal v Itálii dosáhl. Na důkaz toho nechal na podlahu vysypat zlaté prsteny, sňaté z těl zabitých římských jezdců. Bylo jich tolik, že postačovaly k naplnění jedné měřice. Magonův výklad vyvolal nadšení mezi senátory, načež stoupenci Barkovců odsouhlasili doplnění Hannibalových vojenských sil.

### Ibérská tažení
Mago shromáždil v Africe vojsko sestávající z 12 000 pěšáků, 1500 jezdců a 20 slonů a chystal se vyplout pod ochranou 60 válečných lodí do Itálie. Mezitím dorazily znepokojivé zprávy o porážce jeho druhého bratra Hasdrubala v bitvě u Hiberu. Kartaginská vláda proto v roce 215 př. n. l. rozhodla, že Mago a posily určené původně pro Hannibala zamíří na Iberský poloostrov. Jelikož vrchním velitelem v Ibérii byl Hasdrubal, Magonovi náleželo vůči němu formálně podřízené postavení. Ve skutečnosti ale oba operovali často samostatně a veleli vlastním armádám.
V dalších dvou letech se nepřihodilo nic pozoruhodného. Hasdrubal a Mago zřejmě čelili povstání místních kmenů proti kartaginské nadvládě a nepodnikli nic proti Římanům, držícím severovýchodní část poloostrova. Průlom nastal teprve v roce 212 př. n. l., kdy římští velitelé, bratři Gnaeus Cornelius Scipio a Publius Cornelius Scipio, překročili řeku Hiberus (Ebro) a během rozsáhlého tažení na jih dosáhli řady úspěchů. V následujícím roce sloučil Mago své vojsko s vojskem Hasdrubala, syna Gisgona, třetího kartaginského vojevůdce působícího v Ibérii. V oblasti horního toku řeky Baetis (Guadalquivir) poté společně porazili a zabili Publia Scipiona, v čemž jim výrazně pomohli místní válečníci přivedení ilergetským náčelníkem Indibilisem a numidská jízda pod velením prince Masinissy. Bezprostředně po svém vítězství se oba punští velitelé spojili s Hasdrubalem, stíhajícím Gnaea Scipiona. Ustupující Římany, značně oslabené dezercí hispánských žoldnéřů, Kartáginci obklíčili a zcela potřeli, přičemž přišel o život i druhý ze Scipionů.
Za jediný měsíc zničili kartaginští velitelé téměř veškeré římské síly v Ibérii. Nedokázali ale využít příznivých okolností po bitvě k jejich úplnému vytlačení z poloostrova a zřejmě upadli do vzájemných rozbrojů. Jistému římskému jezdci Luciu Marciovi se podařilo dovést několik tisíc mužů zpět za řeku Hiberus a vyčkat do příchodu posil. Podle Livia se ho Mago pokusil pronásledovat, avšak počínal si příliš neopatrně. Marcius ho přepadl ze zálohy a způsobil mu těžké ztráty.
V roce 209 př. n. l. se Mago zdržoval se svými muži u Hérakleových sloupů. Jeho bratr Hasdrubal válčil ve střední části poloostrova a Hasdrubal Gisgo pobýval při ústí řeky Tagus (Tajo). Své nepřátelé zjevně podcenili a nepovažovali je nadále za hrozbu. Jejich nejednost umožnila nově příchozímu římskému veliteli Publiu Corneliovi Scipionovi, stejnojmennému synovi padlého vojevůdce, aby rychlým a nečekaným výpadem dobyl Nové Kartágo (Cartagena), hlavní město punské říše v Ibérii. O rok později mu Hasdrubal podlehl v bitvě u Baeculy. Mago a Hasdrubal Gisgo se snažili spojit své armády s Hasdrubalovou, nicméně nestihli přijít včas. Nedlouho po bitvě se poblíž horního toku Tagu konala společná porada, na níž se dohodli, že se Hasdrubal vypraví za Hannibalem do Itálie. Současně Mago odevzdal své vojsko Hasdrubalu Gisgonovi a vydal se na Baleárské ostrovy najímat žoldnéře.
V roce 207 př. n. l. dorazily do Ibérie kartaginské posily vedené Hannonem. Mago se společně s ním vydal na území Keltiberů, kde naverbovali několik tisíc Hispánů. Scipionův podřízený Marcus Silanus se s 10 000 pěšáky a 500 jezdci nepozorovaně přiblížil k jejich táboru a náhlým útokem Keltibery překvapil. Římané zahnali Hispány na útěk a zajali kartaginské vojáky včetně Hannona. Z boje se podařilo vyváznout jen 2000 pěšáků a celé jízdě v čele s Magonem, který uprchl brzy po zahájení bitvy. Po deseti dnech se Mago dostal k Hasdrubalovi Gisgonovi, nacházejícímu se u města Gades (Cádiz).
Na počátku roku 206 př. n. l. shromáždili Punové obrovské vojsko, čítající zhruba 50 000 pěšáků a 4000 jezdců (Polybios hovoří dokonce o více než 70 000 pěšácích). V čele této armády se Hasdrubal Gisgo a Mago vypravili proti Římanům a usadili se na planině poblíž města Ilipa. Když se k nim přiblížil Scipio, podnikl Mago s většinou jezdců a Massinissovými Numiďany nájezd na nepřátele, zaneprázdněné výstavbou tábora. Římská jízda ukrytá za nedalekým kopcem vyrazila ale proti nim a zahnala útočníky na útěk. V následné bitvě u Ilipy utrpěli Kartáginci jednoznačnou porážku a jejich vojsko bylo zničeno. Punští velitelé se s asi 6000 muži stáhli na jakýsi kopec při řece Baetis. Nakonec Hasdrubal Gisgo a po něm i Mago odpluli na lodích do Gad.
Během několika měsíců po svém vítězství si Římané podrobili celou někdejší punskou Ibérii. Hasdrubal Gisgo se krátce po bitvě odebral do Afriky. Naproti tomu Mago se v Gadách pokoušel obnovit válku a shromáždil nějaké lodě. Jeden z jeho podřízených vytáhl s hrstkou vojáků k řece Baetis a vyzbrojil tam 4000 hispánských žoldnéřů. Vzápětí proti němu udeřil Lucius Marcius a rozprášil jeho vojsko. Poté obdržel Mago z Kartága veliký obnos peněz a zprávu, v níž mu senát nařizoval, aby se přepravil s loďstvem do Itálie. Vyplul proto podél pobřeží Ibérie a zkusil se zmocnit Nového Kartága útokem z moře. Jeho obránci ho ale odrazili. Když se chtěl vrátit do Gad, odmítli ho jeho obyvatelé, vyjednávající s Římany, vpustit dovnitř. Mago vylákal nejvyšší úředníky města, načež je dal zbičovat a ukřižovat. Potom odplul na Baléarské ostrovy a přezimoval na Menorce. Při svém pobytu na ostrově měl údajně založit město nesoucí dnes název Mahón. V létě 205 př. n. l. se nalodil s 12 000 pěšáky a 2000 jezdci, které zde odvedl, a vyrazil ke břehům Itálie.

### Vpád do Itálie
Z Menorky zamířil Mago do Ligurie, kde náhlým přepadem dobyl a vyplenil město Genua (Janov). Na jeho stranu se přidávali jak místní Ligurové, tak sousední Galové, vstupující do jeho armády. Mago nemohl přesto dosáhnout žádného průlomu ani vyrazit k Hannibalovi, neboť Římané postavili proti němu dvě vojska: jedno v Předalpské Galii a další v Etrurii. V následujícím roce k němu z Kartága připlulo 25 válečných lodí s 6000 pěšáky, 800 jezdci a sedmi válečnými slony. Obdržel rovněž finanční prostředky k najímání žoldnéřů.
V létě 203 př. n. l. se Mago v zemi Insubrů utkal s legiemi praetora Publia Quintilia Vara a prokonzula Marka Cornelia. Bitva skončila naprostou porážkou Punů a jejich spojenců. Samotného Magona museli vynést z boje s probodnutým stehnem. Nedlouho poté k němu dorazili vyslanci z Kartága s příkazem, aby se urychleně vrátil se svými muži do Afriky.
Podle Livia při zpáteční plavbě nedaleko Sardinie podlehl Mago utrpěným zraněním. Cornelius Nepos naopak uvádí, že se dožil konce války a o několik let později měl být stejně jako Hannibal vypovězen do vyhnanství. Dále zmiňuje dvě verze Magonova úmrtí. Buď měl zahynout při ztroskotání lodi, nebo být zabit vlastními otroky. Líčení Cornelia Nepota však současní badatelé odmítají jako smyšlené a za věrohodný považují Liviův popis Magonova skonu.

### Prameny
- APPIÁNOS. Zrod římského impéria: římské dějiny. Praha: Svoboda, 1986
- CORNELIUS NEPOS. 'Životopisy slavných vojevůdců cizích národů', Antické válečné umění. Praha: Svoboda. 1977
- LIVIUS. Dějiny IV, V. Praha: Svoboda, 1973, 1975
- POLYBIOS. Dějiny II, III. Praha: Arista, Baset, Maitrea, TeMi CZ, 2008, 2011. ISBN 978-80-86410-60-9 ISBN 978-80-86410-62-3